# Mercedes-Benz W25
La W25 è una vettura da competizione attiva dal 1934 al 1936 e costruita dalla Casa automobilistica tedesca Mercedes-Benz.

## Profilo e storia
La nascita della W25 avvenne in Germania, nel periodo della presa di potere da parte del partito nazionalsocialista. In questo contesto storico le competizioni automobilistiche servirono al governo tedesco per affermare la supremazia tecnologica delle Case germaniche a livello mondiale. Lo Stato fornì quindi un appoggio diretto per la realizzazione di vetture sempre più competitive.

Di questi aiuti approfittarono principalmente due costruttori: uno era la Mercedes-Benz, mentre l'altro era la neonata Auto Union, costituita l'anno prima dell'avvento del nazismo.

La Casa di Stoccarda era interessata al progetto di una vera vettura da competizione, la prima dalla nascita del gruppo Daimler-Benz nel 1926, una vettura che non fosse derivata dalla produzione di serie, ma che fosse invece specificamente progettata per le gare. Insomma, si trattava di una vettura che avrebbe dovuto prendere il posto della SSKL, che stava via via cedendo il passo a vetture più moderne, agili e leggere.

Il progetto per la futura W25 venne già avviato nel marzo del 1933 dal team guidato da Hans Nibel, con la collaborazione di Max Sailer, e tutto ciò senza che la Casa della "stella a tre punte" avesse un reale bisogno dei finanziamenti governativi, i quali sarebbero tuttavia ugualmente giunti in seguito, quando la vettura era praticamente già ultimata.

### Il motore Mercedes-Benz M25
I nuovi regolamenti sportivi stabilivano che le vetture non potevano superare il peso a vuoto di 750 kg. Perciò, si scelse di realizzare un telaio leggero su cui montare un motore potente con soluzioni moderne, come la distribuzione bialbero in testa ed a quattro valvole per cilindro. Si trattava di un 8 cilindri in linea da 3363 cm³ (alesaggio e corsa = 78x88 mm), dotato di canne in umido e formato da due blocchi quadricilindrici allineati. Caratterizzato da un rapporto di compressione pari a 7.5:1, questo motore era alimentato da due carburatori Mercedes-Benz, e disponeva inoltre della sovralimentazione, attuata come da tradizione, mediante un compressore volumetrico Roots. L'albero a gomiti ruotava su cinque supporti di banco.

Nella sua prima versione, questo motore, conosciuto con la sigla M25A e capostipite della piccola famiglia di motori M25 da competizione, erogava 302 CV. In seguito avrebbe conosciuto altre evoluzioni ed avrebbe raggiunto potenze e cilindrate superiori.

### Lo chassis della W25
Il propulsore della W25 era montato su di un telaio in alluminio ed in acciaio pressato con profilo ad U. L'avantreno era a ruote indipendenti con doppi bracci oscillanti, molle elicoidali ed ammortizzatori a frizione, mentre il retrotreno era a ponte De Dion. L'impianto frenante era idraulico a tamburi e lo sterzo era a vite senza fine.

### Attività sportiva
Il debutto sportivo della W25 si ebbe alla corsa dell'AVUS del 27 maggio 1934, dove la vettura schierata ebbe problemi al motore e dopo poco fu costretta al ritiro. Ma dopo questa prima uscita deludente, la W25 si riscattò e dominò la scena sportiva per gran parte del 1934: al Nürburgring, Manfred von Brauchitsch conquistò la vittoria. Proprio in occasione di questa manifestazione, secondo il racconto fatto dall'allora direttore sportivo Mercedes Alfred Neubauer nel suo libro "Männer, Frauen und Motoren" pubblicato nel 1958, avvenne un fatto significativo: prima della partenza, le W25 schierate risultarono più pesanti di un chilo rispetto al regolamento. Dopo alcuni tentativi infruttuosi di ridurre il peso, gli venne l'idea di sverniciare le vetture schierate, lasciando scoperta la carrozzeria in alluminio, riuscendo a rientrare entro la soglia dei 750 kg. Da quel momento le vetture della scuderia tedesca sarebbero state soprannominate frecce d'argento, tuttavia questa versione non trova riscontri nelle cronache dell'epoca, infatti nella gara del Nurburgring citata da Neubauer, valevole come formula libera, non erano in vigore limiti di peso, in quanto data la carenza di nuove macchine conformi alla Formula 750 kg, furono ammesse anche quelle corrispondenti alla precedente normativa, inoltre già nel 1932 la Mercedes aveva vinto una gara sul circuito dell'AVUS con una SSKL di colore argento dotata di una specifica carrozzeria affusolata con pannelli di alluminio a vista,.

In seguito, l'italiano Luigi Fagioli fece suoi i Gran Premi di Spagna e d'Italia, nonché la Coppa Acerbo, dopo una pesante sconfitta al Gran Premio di Francia (nessuna Mercedes, ma anche nessuna Auto Union, al traguardo). Ma il maggior contributo alla carriera sportiva della W25 sarebbe giunto negli anni seguenti da uno dei più grandi piloti tedeschi degli anni trenta: Rudolf Caracciola.  Nell'ultima parte dell'anno, il motore originario subì delle migliorie, passando a 3710 cm³, con una potenza massima di 348 CV, dando origine al motore M25AB.

All'inizio del 1935, il motore venne portato a 4 litri e venne siglato M25B: la sua potenza raggiunse così ben 430 CV e venne installato sul nuovo modello previsto per quell'anno, la W25B, che riuscì a trionfare nel Campionato Europeo con Rudolf Caracciola, che si aggiudicò quattro gare (Francia, Belgio, Svizzera, Spagna) sulle sette previste per il Campionato. Ma anche l'antagonista sportiva della Mercedes-Benz, la Auto Union, seppe dire la sua, ottenendo risultati più che lusinghieri. In definitiva, il 1935 fu l'anno in cui i costruttori tedeschi si imposero come i migliori in campo sportivo, proprio come Hitler aveva sperato. L'unica vittoria non riportata da una scuderia tedesca nel Campionato Europeo del 1935 (ma anche in tutte le 14 gare internazionali in calendario della stagione) fu il Gran Premio della Germania, vinto dal "nostro" Nuvolari su Alfa Romeo.

Da qui, cominciò la parabola discendente della W25: gli ulteriori sviluppi al telaio della vettura e gli incrementi di potenza e cilindrata del nuovo motore, siglato M25C e passato a 4.3 litri e 462 CV, non diedero grossi risultati. Anche l'ulteriore step evolutivo di tale propulsore, portato a 4740 cm³, con un picco di 490 CV, non si dimostrò più all'altezza: nel 1936, la W25 dovette cedere il passo alle velocissime Auto Union.

L'ultimo anno, una W25 con carrozzeria aerodinamica ultraprofilata tentò di battere il record di velocità su terra: il propulsore utilizzato non era un M25, ma un V12 da 5.7 litri e ben 620 CV di potenza massima. Non riuscì nell'intento per poco, a causa di problemi al cambio sopraggiunti nella fase finale della manifestazione. Ma durante le prime prove, la vettura, pilotata da von Brauchitsch, raggiunse ben 380 km/h di velocità massima.

Per il 1937, venne progettata e realizzata la vettura che avrebbe sostituito la W25, denominata W125.